# May (película)
May (también conocida como May ¿Quieres ser mi amigo? en España, Muñeca diabólica en México y La cara del horror en Argentina), es una película de thriller dramático y de terror psicológico estadounidense del año 2002.
Estuvo dirigida y escrita por Lucky McKee en su debut como director y protagonizada por Angela Bettis. Los actores Anna Faris, Jeremy Sisto y James Duval le siguen en los papeles secundarios.
Se basa en la historia de una joven tímida y solitaria que trata de encajar con las personas que la rodean después de tener una infancia difícil.
La película fue producida por Lionsgate y rodada en Los Ángeles. McKee empezó a ser considerado un director y guionista importante del cine de terror. Además, la interpretación de Bettis le valió varios reconocimientos.
Aunque no tuvo éxito de taquilla, la película obtuvo críticas favorables y actualmente es considerada una película de culto.

## Argumento
May, una asistente veterinaria, ha tenido una infancia poco feliz debido a haber tenido un ojo vago y a que su madre le obligó a usar un parche para disimularlo. Su única "verdadera amiga" es Suzie, una muñeca en una caja de cristal, la cual su madre le regaló diciéndole "Si no puedes encontrar un amigo, hazte uno". Con el tiempo, su oculista logra corregir su problema, primero con gafas comunes y luego a través de lentes de contacto.
May se hace amiga de un mecánico llamado Adam y finalmente comienzan a salir. Ella se obsesiona con las manos de Adam, las cuales considera su parte más atractiva. Polly, una colega lesbiana de May, también muestra interés en ella. Un día, May recalca que Polly tiene un hermoso cuello. Polly le da a May un gato como mascota, Lupe.
May invita a Adam a su departamento, donde él le muestra un cortometraje que hizo para la universidad, en el cual se muestra a una pareja de pícnic, quienes empiezan literalmente a comerse el uno al otro, lo cual excita a May. Cuando May y Adam están besándose, ella le muerde el labio, perturbado, Adam se retira abruptamente. May le grita a Suzie y la empuja fuertemente.
May empieza un trabajo como voluntaria en una escuela para niños ciegos, donde se acerca a una huraña niña llamada Petey, quien le da un cenicero de arcilla con el nombre "May" en él. Abandonada por Adam, May se abre a los avances de Polly. Luego May escucha a Adam decir que es afortunado por habérsela sacado de encima. Devastada, va a visitar a Polly, encontrando que está con otra chica, Ambrosia. Cuando incluso Lupe no se acerca a ella, le arroja el cenicero que le hizo Petey, matándola y destrozando su regalo. Luego, comienza a imaginar que Suzie le está hablando.
May lleva a Suzie a la escuela, presentándola a los niños ciegos como su mejor amiga. A los niños les cuesta sacarla de su caja de cristal y terminan destrozándola accidentalmente, lastimándose tanto ellos como May. May regresa devastada a su casa con la muñeca arruinada. Al día siguiente, ella conoce a un joven punk, quien le pregunta si quiere compartir unos dulces con él, lo cual acepta. May admira el tatuaje que el joven lleva en su brazo. Al llegar a la casa de May, él descubre el cuerpo de Lupe y la llama una freak, May enloquece y lo apuñala fatalmente en la cabeza. Luego, ella dice que necesita "más partes".
En la noche de Halloween, May se coloca un vestido hecho a mano el cual se parece al de Suzie, y va a la casa de Polly, donde le rebana la garganta con un par de escalpelos. Cuando llega Ambrosia, la apuñala en la sien. Luego, se dirige a la casa de Adam, quien está con su nueva novia, y asesina a ambos. De vuelta a casa, diseña a su "nuevo amigo", un muñeco de tamaño real hecho con los brazos del punk, el cuello de Polly, las piernas de Ambrosia, las manos de Adam, las orejas de la novia de este, y el pelaje de Lupe como cabellera. Usando los restos del cenicero, forma un anagrama y nombra al muñeco "Amy". Luego se da cuenta de que Amy no tiene ojos y no puede verla, por lo que con unas tijeras se arranca su ojo vago. Llorando de dolor y sangrando, coloca el ojo en la cabeza de Amy, rogándole que la mire. Amy colapsa en la cama al lado de Amy, y la acaricia. Su creación toma vida y la acaricia afectuosamente con las manos de Adam.

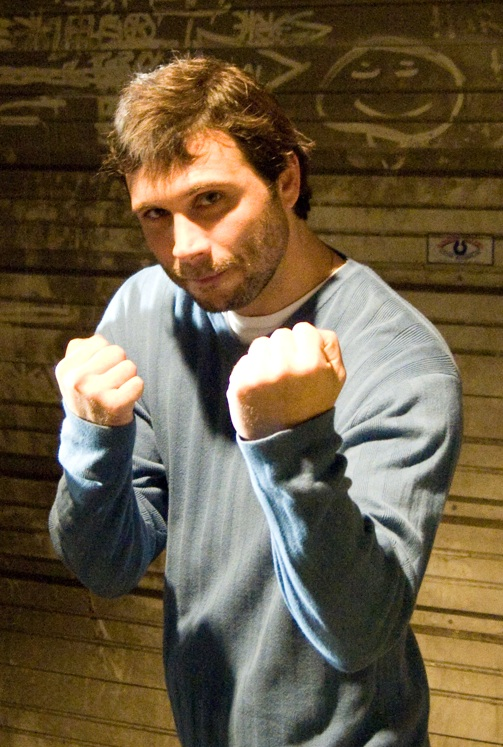
Jeremy Sisto como Adam

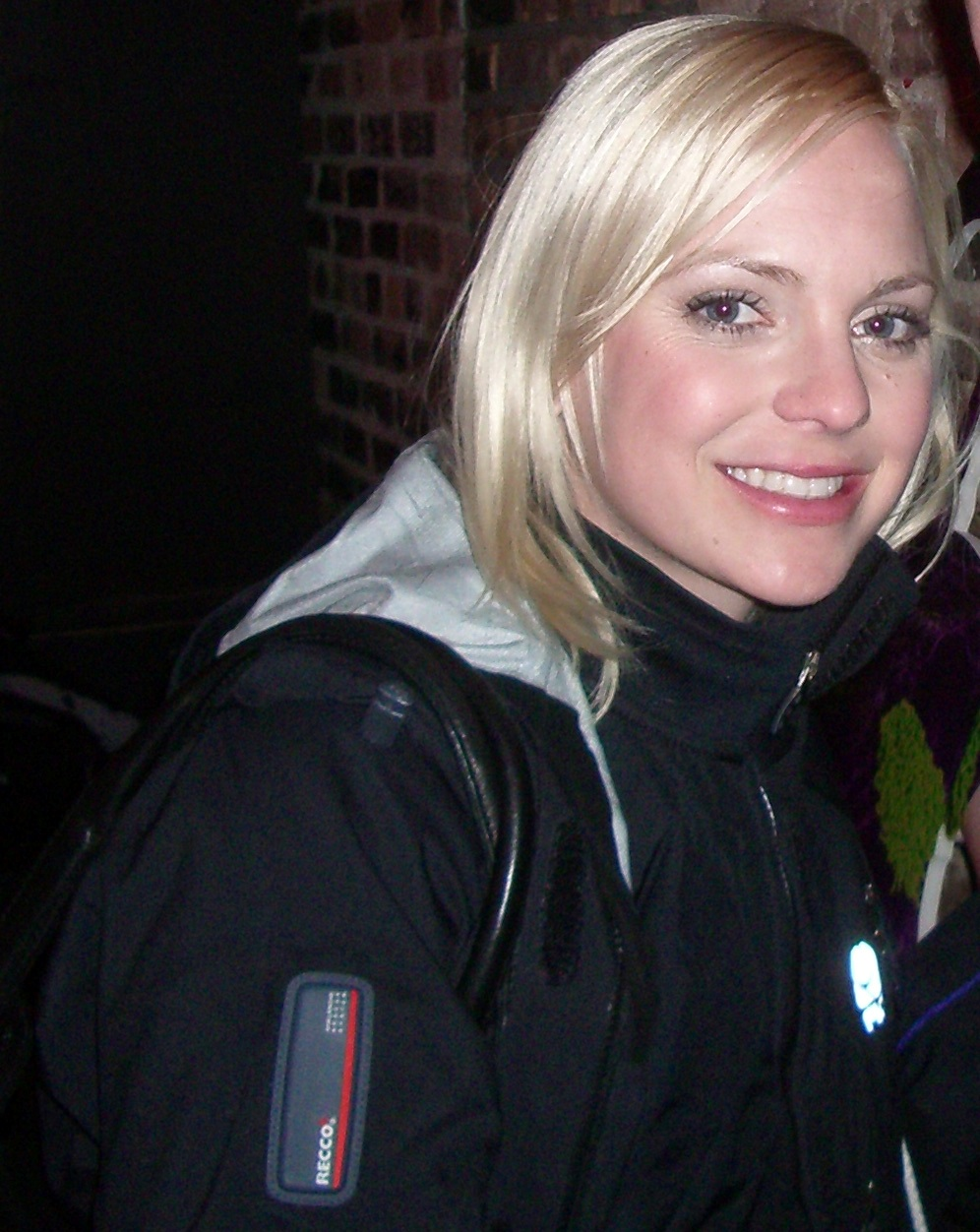
Anna Faris como Polly

## Reparto
- Angela Bettis - May Kennedy
- Jeremy Sisto - Adam Stubbs
- James Duval - Blank
- Anna Faris - Polly
- Nichole Hittz - Ambrosia
- Merle Kennedy - Mamá de May
- Nora Zehetner - Hoop
- Will Estes - Chris
- Rachel David - Petey
- Chandler Riley Hecht - May pequeña
- Mike McKee - Dr. Wolf
- Kevin Gage - Papá de May
- Bret Roberts - Muchacho en la oficina veterinaria
- Connor Matheus - Chico en la escuela especial
- Ken Davitian - Doctor
- Samantha Adams - Lucille
- Roxanne Day - Secretaria en la escuela
- Tricia Kelly - Amy
- Jude Mcvay -Chica disfrazada en Halloween

## Banda sonora
May también presenta una partitura y canciones originales de Jammes Luckett del grupo de rock Poperratic (entonces conocido como Alien Tempo Experiment 13).
Otros artistas en la banda sonora incluyen a The Breeders , The Kelley Deal 6000 , H Is Orange, Strangels, Thrill My Wife, The Wedding's Off, Angelo Metz y Tommy James and the Shondells.
Parte de la música de Luckett de la película fue lanzada en el CD de 2007 "May and Other Selected Works of Jaye Barnes Luckett" de La-La Land Records.
| Música                     | Intérprete                                  | Año  |
| -------------------------- | ------------------------------------------- | ---- |
| Do You Love Me Now?        | The Breeders                                | 1992 |
| Where Did the Home Team Go | The Kelley Deal 6000                        | 1997 |
| When He Calls Me Kitten    | The Kelley Deal 6000                        | 1997 |
| Oh                         | The Breeders                                | 1990 |
| Happy Birthday to you      | Escrito por Mildred J. Hill y Patty S. Hill | 1893 |
| Hanky Panky                | Tommy James and the Shondells               | 1963 |

## Recepción

### Crítica
La película recibió críticas favorables de los críticos. El sitio web del agregador de reseñas Rotten Tomatoes informa que el 70% de los 69 críticos le dieron a la película una reseña positiva, con una calificación promedio de 6.1/10. El consenso crítico del sitio afirma que es una "película slasher por encima del promedio". En Metacritic , que asigna una puntuación media ponderada de 100 a las reseñas de los principales críticos, la película recibió una puntuación media de 58 basada en 18 reseñas.
Roger Ebert aclaró que esta película merece cuatro estrellas y la llamó "Una película de terror y algo más profundo, algo inquietante y extremadamente conmovedora". Luego en el año 2006, la Asociación de Críticos de Cine de Chicago nombró a la película May como la número 61 de películas más aterradoras. Más tarde Bloody Disgusting calificó como película número 17 de las 20 películas aterradoras de la década.

### Premios
- Festival de Cine Fantástico de Málaga: Angela Bettis como mejor actriz, y Lucky McKee como mejor guion y película del año.
- Mejor Guion y mejor actriz en el Festival de Cine de Sitges.
- Festival Internacional de Cine Fantástico de Bruselas: Angela Bettis como mejor actriz.
- Cataluña Festival Internacional de Cine: Angela Bettis como mejor actriz y Lucky Mackee en mejor guion.
- Gérardmer Film Festival : Premio de estreno a Lucky McKee.